# Julieta Rosen
Julieta Rosen (Cidade do México, 8 de novembro de 1962) é uma atriz mexicana. Ela é mais conhecida pelos seus papeis como Blanca Estela Bernal em Amor de bairro, Elvira em O Talismã, Regina Monterrubio em Quando me apaixono e Raquel Rivas Cantú em 
Mães egoístas.

## Biografia
Nasceu e cresceu na Cidade do México. É reconhecida atriz de numerosos filmes, telenovelas, obras de teatro, minisséries e comerciais. Julieta iniciou sua carreira no Teatro de la Ciudad com a obra Don Juan Tenorio. Depois chegaram as ofertas para trabalhar no cinema.
Sua carreira nas telenovelas é exitosa, participando de melodramas como: Un solo corazón, La traición, Senda de gloria, La antorcha encendida, Encadenados, Madres egoístas, Infierno en el paraíso, Confidente de secundaria, El amor no tiene precio, entre outras.
Participou da versão latina da série Desperate Housewives, chamada Amas de Casa Desesperadas, onde interpretou a 'Regina Sotomayor'
Em 2010 regressou ao México e participou da novela Cuando me enamoro.
Em 2012 regressa a Univision, onde integrou o elenco da novela El talismán.
No ano de 2015 participa da novela Amor de barrio. Segundo informações, a atriz estava tendo ataque de estrelismo nos bastidores da trama.

## Carreira

### Telenovelas
- Amor de barrio (2015) - Blanca Estela Bernal
- El talismán (2012) - Elvira Nájera
- Cuando me enamoro (2010-2011) - Regina Soberón de Monterrubio
- Pecadora (2010) - Ámbar
- Vuélveme a querer (2009) - Valeria
- Bajo las riendas del amor (2007) - Eloísa Corcuera
- Mi vida eres tú (2006) - Ángela Borgia
- El amor no tiene precio (2005-2006) - Coralia de Herrera
- Infierno en el paraíso (1999)- Fernanda Prego de Valdivia
- Confidente de secundaria (1996) - Cristina
- La antorcha encendida (1996) - Manuela de Soto
- Madres egoístas (1991) - Raquel Rivas Cantú
- Encadenados (1988-1989) - Blanca
- Senda de gloria (1987) - Andrea Álvarez
- La traición (1984-1985) - Julia
- Un solo corazón (1983) - Julieta
- La fiera (1983) - Enfermera
- Bianca Vidal (1982) - Enfermeira

### Filmes
- La máscara del Zorro (1998) - Esperanza De La Vega
- Colmillos, el hombre lobo (1993) - Tara
- Mi querido viejo (1991) -María Luisa
- Acorralado (1989) - Aurora
- El Rey de la vecinda (1984) -  Juanita

## Premios e Indicações

### Premios TVyNovelas
| Ano  | Categoria                 | Telenovela      | Resultado |
| ---- | ------------------------- | --------------- | --------- |
| 1988 | Melhor atriz protagonista | Senda de gloria | Nomeada   |
| 1989 | Melhor atriz juvenil      | Encadenados     | Nomeada   |